# Языческий фронт
«Языческий фронт» (Heathen Front, HF; 
«Всегерманский языческий фронт», Allgermanische Heidnische Front, AHF) — международная неонацистская организация, действовавшая в конце 1990-х — начале 2000-х годов, идеология которой представляла собой форму расового германского неоязычества. Выросла из «Норвежского языческого фронта» (Norsk Hedensk Front, NHF), который в 1993 году основал и возглавил, предположительно, норвежский музыкант Варг Викернес, хотя как он сам, так и организация отрицали это. Программа была основана на первой книге Викернеса «Речи Варга» (1994), опубликованной вскоре после того, как он был осуждён за поджог церкви и убийство своего коллеги-музыканта Евронимуса.

## Формирование
«Норвежский языческий фронт» был основан в 1993 году. Его программа была основана на книге «Речи Варга» (1994) норвежского блэк-металлиста Варга Викернеса, написанной вскоре после того, как он был осужден за поджог церкви и убийство Евронимуса, как опровержение информации СМИ. Шведский исследователь Маттиас Гарделл в своей книге «Боги крови» 2003 года утверждает, что Викернес основал «Языческий фронт», через который он продвигал «национал-социализм, антисемитизм, евгенику и расистское язычество». Согласно Encyclopedia of White Power (2000), Викернес был «самопровозглашенным лидером» «Норвежского языческого фронта». Николас Гудрик-Кларк писал, что Викернес подчёркивал «свою роль вождя Норвежского языческого фронта» через сочинение «Речей Варга», «формулируя языческую идеологию с использованием материала из скандинавской мифологии в сочетании с оккультным национал-социализмом». С 1999 года веб-сайт «Языческого фронта» продавал «Речи Варга».
«Языческий фронт» отрицал, что организацией руководит Викернес. В книге Lords of Chaos 2003 года говорится, что прямое участие Викернеса в группе трудно установить, и предполагается, что отрицание могло быть направлено на защиту Варга, поскольку норвежским заключенным было запрещено руководить политическими группами. Кроме того, адрес организации был тем же абонентским ящиком, который Викернес использовал в тюрьме, из-за чего, по утверждению авторов, Викернесу было бы «очень трудно эффективно выполнять свою работу» по руководству организацией, поскольку все письма проверялись бы тюремным персоналом. В интервью норвежской газете Dagbladet в 2009 году Викернес заявил: «Я никогда не создавал таких организаций и не был их членом».

## Распространение
Норвежский языческий фронт вскоре стал сетью организаций в разных странах под названием «Всегерманский языческий фронт» (Allgermanische Heidnische Front, AHF). Около 1996 года была сформирована небольшая группа «Шведский языческий фронт» (Svensk Hednisk Front). Немецкое отделение, Deutsche Heidnische Front, было основано в 1998 году Хендриком Мёбусом. В 2001 году AHF заявила о наличии отделениях в Норвегии, Швеции, Дании, Нидерландах, Германии, США, Канаде, России и Фландрии. Непродолжительное время существовал также «Английский языческий фронт» (English Heathen Front), тесно связанный в начале своего существования с Британским движением, но позже связанный антифашистским ежемесячником Searchlight с Томом Гауэрсом, офицером Британской национальной партии, базирующейся в Ист-Мидлендсе, и с одинистской группой Woden’s Folk.

## Идеология
Организация описала свои идеи как «одализм», получивший название по руне одал (ᛟ). Это движение отвергло научные исследования по истории и археологии и интерпретировало германскую мифологию как эзотерически передаваемую по наследству.
«Языческий фронт» продвигал идеологию неонацизма, превосходства «белой расы» и антисемитизма. В отчете Института изучения современного антисемитизма и расизма Стивена Рота за 2001 год «Шведский языческий фронт» описывался как «зарождающаяся нацистская организация» с идеологией, сочетающей «одинизм, антихристианство и антисемитизм».

## Закрытие
Организация со временем превратилась в форум для неонацистов и германских неоязыческих националистов. В 2005 году «Всегерманский языческий фронт» был закрыт. Его члены перешли в другие организации.